# Никохайос Адонц
Никохайос Адонц (на арменски: Նիկողայոս Ադոնց) е виден арменски историк, византолог и филолог.

## Биография
Роден е в град Сисян, днешна Армения, тогава в Русия, под името Николайос тер Аветикян. Завършва енорийското училище в Татев, учи в Кеворкянската духовна семинария в град Ечмиадзин близо до Ереван и руската гимназия в Тбилиси.
Следва в Лазаревския институт в Москва, а по-късно завършва с отличие Факултета по ориенталски езици, история и филология на Петербургския университет, където защитава докторската си дисертация и преподава. От 1920 г. е в Лондон и Париж, а от 1930 г. е назначен за ръководител на новообразуваната Катедра по арменски изследвания на университета в Брюксел.
Умира в Брюксел през 1942 г.
Адонц пише на три езика: арменски, руски и френски. Монографиите му са над 80 и обхващат историята и литературата на средновековна Армения, арменско-византийските отношения, арменско-гръцката филология, митологията, религията, езикознанието в Армения, руския и френски език.